# Бруклін-Гайтс (Огайо)
Бруклін-Гайтс (англ. Brooklyn Heights) — селище (англ. village) в США, в окрузі Каягога штату Огайо. Населення — 1519 осіб (2020).

## Географія
Бруклін-Гайтс розташований за координатами 41°25′12″ пн. ш. 81°39′55″ зх. д. / 41.42000° пн. ш. 81.66528° зх. д. (41.419873, -81.665267).  За даними Бюро перепису населення США в 2010 році селище мало площу 4,56 км², з яких 4,52 км² — суходіл та 0,05 км² — водойми.

## Демографія
Згідно з переписом 2010 року, у селищі мешкали 1543 особи в 595 домогосподарствах у складі 436 родин. Густота населення становила 338 осіб/км².  Було 624 помешкання (137/км²).
Расовий склад населення:
| - 94,6 % — білих - 1,7 % — азіатів - 1,2 % — чорних або афроамериканців - 0,6 % — корінних американців |

До двох чи більше рас належало 1,6 %. Частка іспаномовних становила 2,5 % від усіх жителів.
За віковим діапазоном населення розподілялося таким чином: 23,7 % — особи молодші 18 років, 59,2 % — особи у віці 18—64 років, 17,1 % — особи у віці 65 років та старші. Медіана віку мешканця становила 43,6 року. На 100 осіб жіночої статі у селищі припадало 89,3 чоловіків;  на 100 жінок у віці від 18 років та старших — 88,0 чоловіків також старших 18 років.
Середній дохід на одне домашнє господарство  становив 77 290 доларів США (медіана — 60 313), а середній дохід на одну сім'ю — 85 784 долари (медіана — 72 708). Медіана доходів становила 52 031 долар для чоловіків та 45 000 доларів для жінок. За межею бідності перебувало 5,2 % осіб, у тому числі 7,5 % дітей у віці до 18 років та 3,6 % осіб у віці 65 років та старших.
Цивільне працевлаштоване населення становило 787 осіб. Основні галузі зайнятості: освіта, охорона здоров'я та соціальна допомога — 16,8 %, науковці, спеціалісти, менеджери — 14,7 %, виробництво — 13,6 %.